# Rina Moore

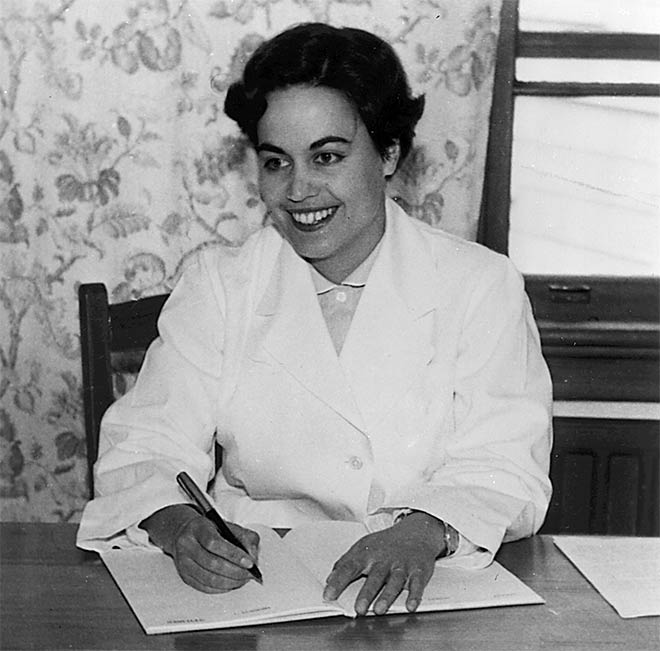
Rina Moore, 1960

Rina Winifred Moore (* 6. April 1923 in Auckland, Neuseeland; † 28. November 1975 in Nelson, Neuseeland) war eine neuseeländische Medizinerin. Sie war als erste Maori-Frau eine eingetragene Ärztin und verschrieb als eine der ersten Ärztinnen Neuseelands die Antibabypille.

## Leben und Werk
Moore war das ältere von zwei Kindern der Krankenschwester Rhoda Winifred Tūruki Walker aus Te Whānau-ā-Apanui und ihrem Ehemann Tipi Tainui Rōpih aus Ngāti Kahungunu und Rangitāne. Ihr Vater war ein qualifizierter Landvermesser, der später als erster Māori zum Unterstaatssekretär der Abteilung für Māori-Angelegenheiten ernannt wurde. Sie hatte bis zu ihrem achten Lebensjahr ein englisches Kindermädchen und ihre Eltern erwarteten von ihr, dass sie eine Anführerin des Māori-Volkes werde und ihre Fähigkeiten und ihr Wissen zum Wohle der Gemeinschaft einsetzt.
Sie studierte ab 1941 Medizin an der University of Otago. Am 21. Februar 1944 heiratete sie den Jurastudenten Ian Leslie Moore, mit dem sie vier Kinder bekam. Ihre Mutter und ihre Schwiegereltern halfen ihr dabei ihr Studiums fortzusetzen und sie erwarb 1949 ihren Medizinabschluss an der University of Otago.
Nach ihrem MB und ChB-Abschluss begann Moore als Assistenzärztin im psychiatrischen Krankenhaus Ngāwhatu Mental Hospital in Nelson hauptsächlich mit weiblichen Patienten zu arbeiten. Sie versuchte öffentliche Ängste und Vorurteile gegenüber psychischen Erkrankungen abzubauen.
In den 1950er Jahren wurde sie zu einer gefragten Rednerin und äußerte sich offen zu einer Reihe kontroverser Themen. Sie setzte sich beispielsweise nachdrücklich in Schulen für die Aufklärung über Sex und Beziehungen ein und war eine der ersten Ärzte in Neuseeland, die Anfang der 1960er Jahre die Antibabypille verschrieb. Ab den späten 1950er Jahren wurde sie eingeladen, an einer Reihe von Hui teilzunehmen, darunter 1959 an der Young Māori Leaders’ Conference in Auckland, um Themen wie Urbanisierung, Kriminalität, psychische Gesundheit und Bildung zu diskutieren.
Moore arbeitete 15 Jahre lang am Ngāwhatu Mental Hospital und war einige Zeit lang als medizinische Beamtin für die Frauenabteilung verantwortlich. Ihre Karriereaussichten waren durch das Fehlen eines postgradualen Abschlusses eingeschränkt, da dieser ein mehrjähriges Auslandsstudium erfordert hätte. 1963 reiste sie, unterstützt durch ein Stipendium, nach Europa und Asien und besuchte zu der Zeit unübliche Reiseziele wie Kathmandu und Moskau.
Nach ihrer Rückkehr nach Nelson richtete sie in ihrem Haus eine Familienberatungsklinik ein. 1966 wurde bei ihr Brust- und Lymphknotenkrebs diagnostiziert.
Moore präsentierte auf dem vierten Internationalen Kongress für Sozialpsychiatrie 1972 in Israel vier Vorträge, in denen sie sich mit Themen befasste, die für Māori und andere ethnische Minderheiten von besonderer Bedeutung waren: Stadtmigration, Bildung, Gesundheit und psychische Gesundheit.
1975 erlitt Moore einen leichten Schlaganfall und starb am 28. November desselben Jahres im Alter von 52 Jahren in Nelson.

## Ehrungen (Auswahl)
- 2017: 150 Women in 150 Words der Royal Society Te Apārangi[3]